# Belu-lu-balat
Belu-lu-balat, Bel-lu-balat, Bel-luballit (akad. Bēlu-lū-balaṭ, Bēl-lū-balaṭ, Bēl-lūballiṭ; w transliteracji z pisma klinowego zapisywane zazwyczaj mEN-lu-TI.LA(-aṭ); tłum. „Niechaj pan żyje!”) – wysoki dostojnik pełniący urząd turtānu („naczelnego dowódcy wojsk”) za rządów asyryjskiego króla Szamszi-Adada V (823-811 p.n.e.); z asyryjskich list i kronik eponimów wiadomo, iż w 814 r. p.n.e. sprawował on również urząd limmu (eponima). W centrum ceremonialnym w mieście Aszur odkryto stelę z jego imieniem pośród stel poświęconych asyryjskim władcom i najważniejszym dostojnikom państwowym. Umieszczona na steli inskrypcja brzmi następująco: „Stela Belu-lu-balata, naczelnego dowódcy wojsk, wielkiego herolda, zarządcy świątyń, dowódcy wielkiej armii, gubernatora miast Tabitu, Harran, Huzirina, Duru, krain Qibanu i Zallu, miasta Balihu”. Z kolei w mieście Tarbisu odnaleziono inskrypcję Belu-lu-balata umieszczoną na fragmencie kamiennego naczynia. Zgodnie z inskrypcją „Belu-lu-balat, naczelny dowódca wojsk (LÚ tar-ta-nu), wielki herold (LÚ NIGÍR GAL-u)” dedykować miał ten przedmiot bogu Nergalowi, bogu opiekuńczemu miasta Tarbisu.